# Obklíčení

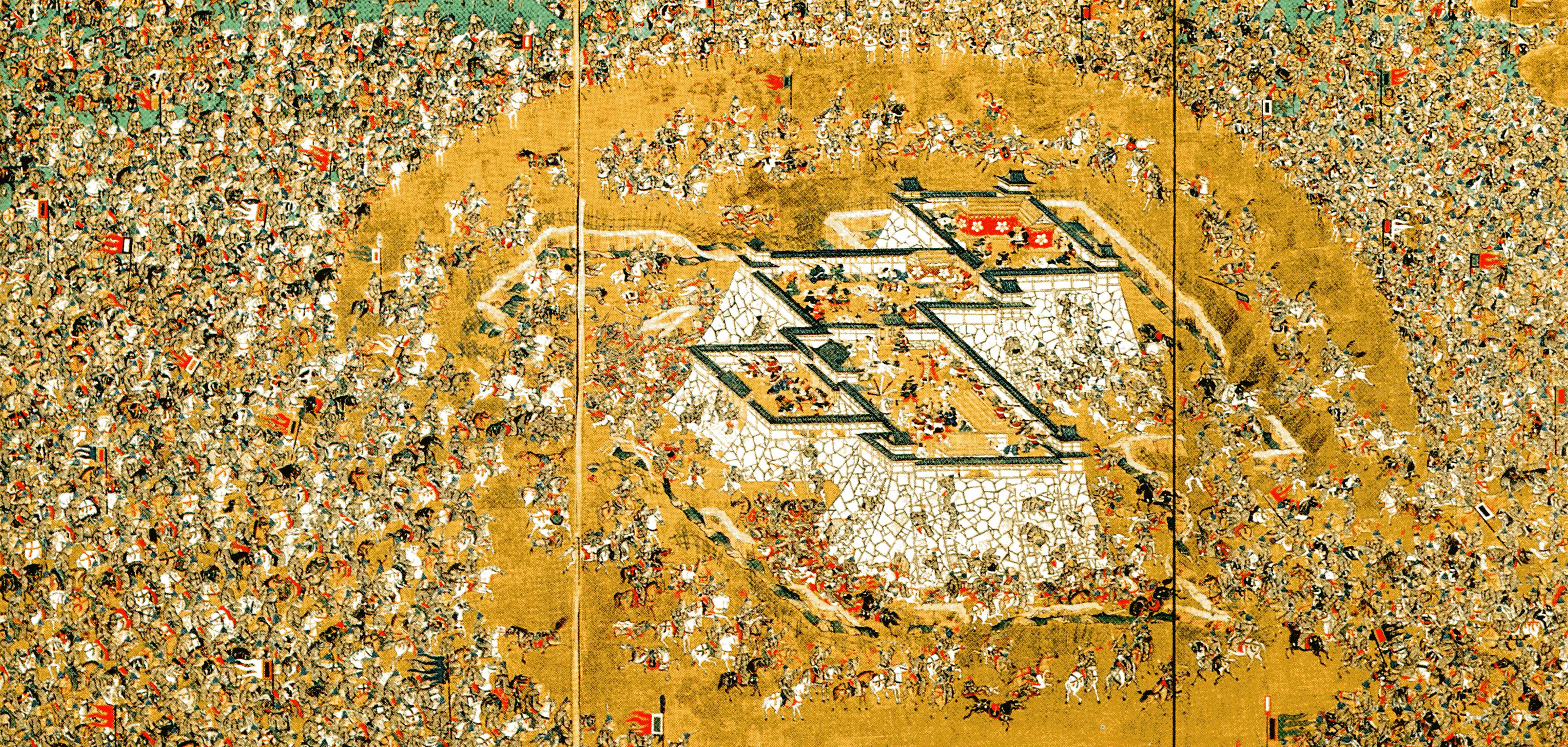
Obklíčení pevnosti

Obklíčení je vojenský termín popisující situaci, kdy je cíl nebo jednotka izolována a obklopena nepřátelskými silami. Tato situace je obvykle vysoce nebezpečná pro obklíčenou stranu, a to jak na strategické úrovni (je zbavena možnosti přisunovat zásoby a posily) i taktické úrovni (může být napaden z více stran, má velmi omezené až nulové možnosti ústupu a od určitého okamžiku si její jednotky začínají překážet). Obklíčená strana často nemá jinou volbu než kapitulovat nebo bojovat až do úplného konce. Na druhé straně být obklíčený není jenom nevýhodné, obklíčená strana může za jistých okolností těžit i z určitých omezených taktických výhod, zejména výhody vnitřní linie. Využití této výhody ovšem vyžaduje jednak specifickou situaci, jednak velmi zkušeného vojevůdce s disciplinovanou armádou, která předčasně nezpanikaří. Dalším řešením je možnost obklíčit obkličovatele a tím mu znemožnit ústup; nemůže ani ven a je sevřen v dvojím ohni, což je však poměrně těžké provést v polních podmínkách.
Různé taktiky vedoucí k obklíčení byly využívány napříč staletími. Nejobvyklejšími metodami byly různé oboustranné obchvaty a křídelní útoky, nebo naopak vhodně naplánované ústupy středových částí bojových formací, popřípadě kombinace těchto akcí. Podstatné není, aby byl nepřítel obklopen v kruhu, ale aby byl efektivně odříznut – i úspěšní vojevůdci se někdy nechali zaskočit, protože nevěnovali dostatečnou pozornost terénním specifikům nebo nepřítele nečekali a byli obklíčeni za vydatného využití neschůdných oblastí či rozsáhlých vodních ploch – kdy nepříteli stačilo jen uzavřít několik málo schůdných komunikací.
Klasický případ mistrovské obkličovací taktiky ve volném prostoru představuje bitva u Cann, v níž Hannibal využil nápadité kombinace ústupu střední části formace, posílení křídel a využití jezdecké převahy proti klasické římské taktice spočívající ve frontálním útoku – výsledkem bylo obklíčení a naprosté zničení podstatně silnější římské armády. Další podobným případem může být bitva u Stalingradu, kde sovětské síly pod vedení Žukova využily přísunu posil ze Sibiře, aby smetly druhořadé jednotky kryjící křídla Paulusovy 6. armády a uzavřely ji ve městě.
Klasické případy dovedného využití terénních specifik pro obklíčení nepřítele může představovat bitva u Mantzikertu, při níž vojsko císaře Romana IV. Diogena slepě nakráčelo do pasti připravené tureckým náčelníkem Alp-Arslanem. Uzavřené v průsmyku pak bylo rozdrceno. Ve strategickém rozměru lze za perfektní případ „obklíčení terénem“ považovat první fázi bitvy o Francii, v níž německá vojska využila vysunutí elitních britsko-francouzských formací do Belgie a Nizozemska a úderem přes Ardeny je odsekla od zbytku ostatních francouzských jednotek. Úspěch však nebyl v tomto případě úplný, neboť Britové mohli díky své námořní převaze evakuovat podstatnou část vojáků do Anglie. Další podobný případ představují finské akce na severním břehu Ladožského jezera v prosinci 1939, kde síly chránící severní pobřeží ustoupily, zatímco další jednotky hlouběji ve vnitrozemí své pozice udržely a následně výpadem k jihu daleko postoupivší rudoarmějce odřízly.
Zajímavou, ale ne příliš častou možnost, představuje taktika, při níž útočník prolomí střed nepřátelské formace a následně se oba její zbytky pokusí obklíčit rozdělením útočného hrotu do dvou směřujících do stran. Úspěšné provedení takovéto operace ve větším měřítku vyžaduje značně nerovnoměrný poměr sil či úrovně vedení vychýlený ve prospěch útočníka. V první fázi Velké vlastenecké války realizoval tento typ obkličovacích akcí Wehrmacht, později naopak Rudá armáda (např. Operace Bagration).
Zvláštní případ obklíčení představuje obležení – obklíčení a dobývání silně opevněného cíle. V tomto případě se jedná o speciální typ bojové akce, který se navíc v moderním válečnictví sázejícím na mobilitu příliš neuplatňuje.